# Chinatown (San Francisco)

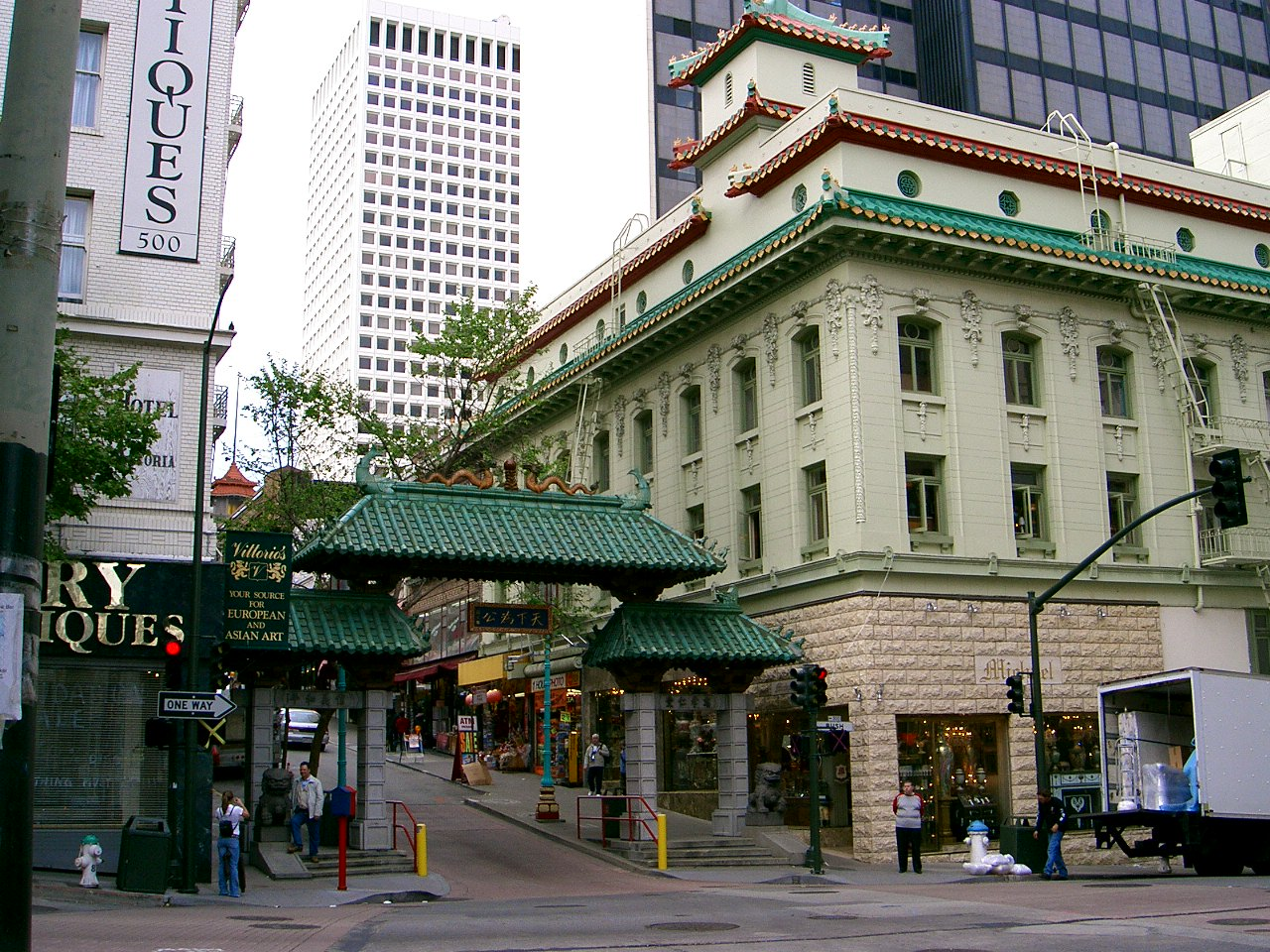
Drachentor – Eingang der Chinatown in San Francisco

Die Chinatown von San Francisco zählt zu den bekanntesten Sehenswürdigkeiten der Stadt.
Der Stadtteil reicht im Westen bis zur Powell Street und bis zum Nob Hill, im Osten bis zur Kearny Street, im Norden bis zum North Beach. Das Dragon Gate ist der offizielle Zugang zu diesem 24 Häuserblöcke umfassenden Viertel mit seiner chinesischen Architektur. Hier wird mehr Kantonesisch und Mandarin gesprochen als irgendeine andere Sprache. Ihre ursprüngliche Identität versuchen die teils illegalen Einwanderer aus Asien über das Essen und die Küche zu bewahren. San Francisco ist deshalb auch bekannt für seine vielen kantonesischen Restaurants.

## Geschichte
Der Stadtteil wurde in den 1850er Jahren gegründet, nachdem 1848 an der 150 km entfernten Sutter's Mill Gold gefunden worden war, was den kalifornischen Goldrausch auslöste. Einige der Chinesen, die von der Provinz Guangdong stammten, siedelten sich in der Nähe des Portsmouth Square an. 1853 wurde die Old Saint Mary’s Cathedral in Chinatown gegründet, die erste asiatische Kirche in Nordamerika. Nach dem Goldrausch kamen chinesische Einwanderer ins Land, um die Eisenbahnen zu bauen, in der Landwirtschaft oder den Fabriken zu arbeiten. Sie konzentrierten sich in diesem Stadtteil, da sie die in den 1870er Jahren verbreitete Rassendiskriminierung daran hinderte, außerhalb von Chinatown Wohnungen zu finden. Um 1882 war Chinatown bereits auf 15.000 Einwohner angewachsen und umfasste 12 Straßenblöcke. Sie bilden den heutigen Kern des Viertels. Die Menschen lebten eng zusammengedrängt in prekären Verhältnissen. Das Viertel entwickelte sich zu einem berüchtigten Hotspot von Bandenkriegen, Drogenhändlern und Prostitution.

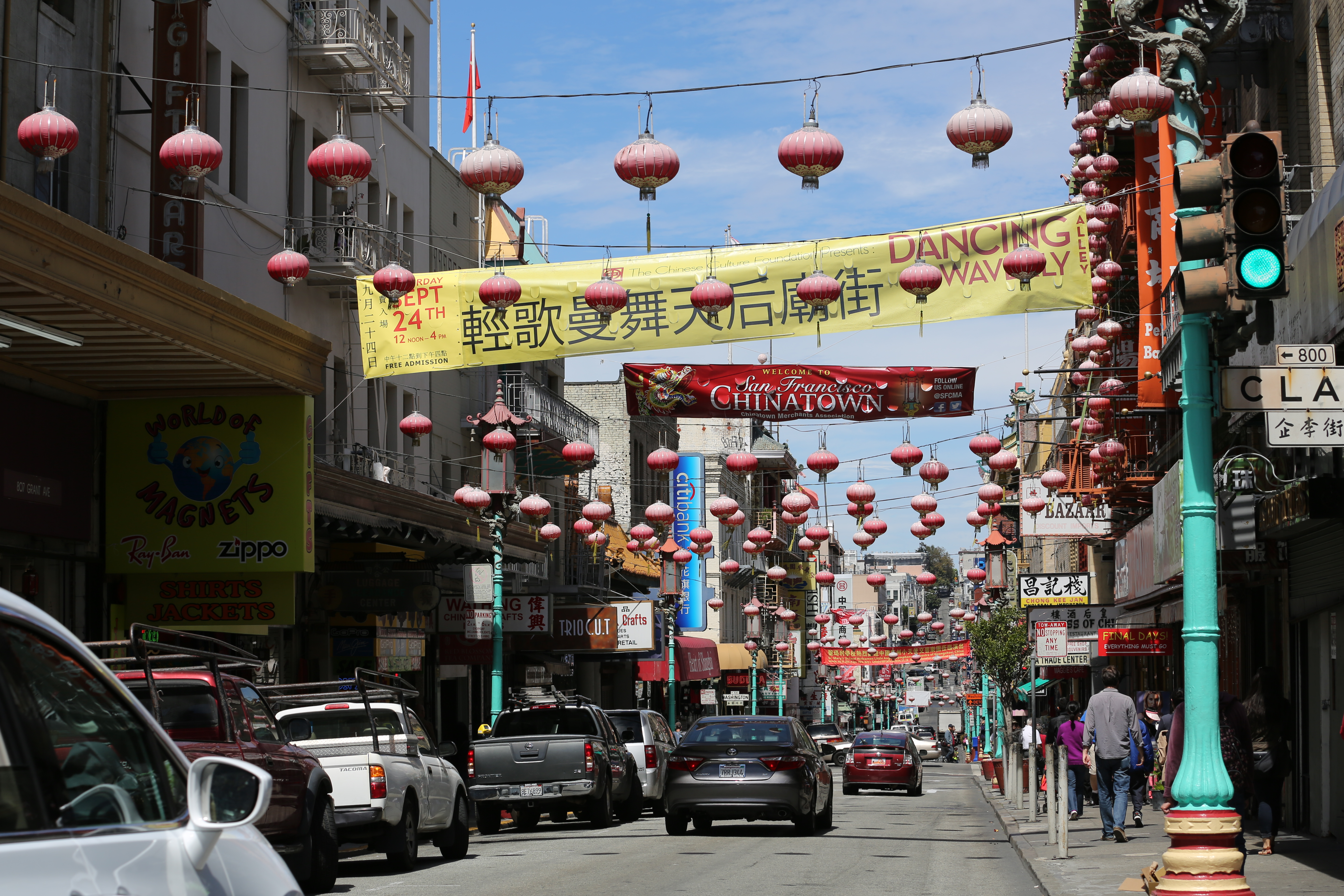
Die Grant Avenue in Chinatown

Chinatown wurde beim Erdbeben von San Francisco im Jahr 1906 vollständig zerstört. Die Pläne der Stadtverwaltung, Chinatown weiter südlich aufzubauen, scheiterten am Widerstand der Chinesen. An alter Stelle wurde eine moderne, saubere Oriental City im faux-Chinese-Stil errichtet, um Touristen anzuziehen. Eines der ersten neu errichteten Gebäude war das Sing Chong building. 1925 kamen entlang der Grant Avenue die noch heute das Straßenbild prägenden Dragon street lamps hinzu. Durch das Erdbeben wurde auch das Rathaus von San Francisco mit allen Geburtsurkunden verwüstet. Das erleichterte auch vielen illegal eingereisten Einwanderern, sich als US-Amerikaner zu erklären und damit ihre Verwandten aus China einreisen zu lassen. Das war chinesischen Einwanderern durch den Chinese Exclusion Act von 1882 untersagt. Dieses Gesetz wurde erst 1943 vom US-Congress abgeschafft, als die USA und China während des Zweiten Weltkriegs Alliierte wurden.
In den folgenden Jahrzehnten erlaubte ihnen die Abschaffung weiterer anti-chinesischer Gesetze Land zu erwerben und außerhalb von Chinatown zu siedeln. Das führte zu einer Abwanderung von gebildeten und wohlhabenden Einwohnern, zurück blieben Singles, Ältere und geringverdienende Familien. Durch den War Brides Act von 1945 und den Immigration Act von 1965 wuchs die Einwohnerzahl von 18.000 um 1940 auf 25.000 um 1950 und weiter auf 82.000 um  1980, was die wirtschaftliche Entwicklung antrieb. Der Tourismus blieb der größte Wirtschaftszweig. 1970 entstand am südlichen Ende des Stadtteils das Drachentor.
In den 1970er Jahren war Chinatown von einem Bandenkrieg zweier rivalisierender chinesischer Straßengangs gekennzeichnet, der 1977 seinen Höhepunkt im Massaker im Golden Dragon fand, bei dem fünf Personen getötet und elf verletzt wurden. 1989 wurde Chinatown durch das Loma-Prieta Erdbeben erneut getroffen. Die Hauptarterie des Viertels, der Embarcadero Freeway, wurde stark beschädigt. Die Stadt entschied sich ihn trotz zahlreicher Proteste abzureißen, was für das Viertel zu einer wirtschaftlichen Härte führte. Der verantwortliche Bürgermeister Art Agnos verlor durch den Einfluss der Einwohner und Händler des Viertels daraufhin seine Wiederwahl. Chinatown sank auf den dritten Platz der Haupttouristenziele der Stadt nach Fisherman's Wharf und Union Square ab.

## Bevölkerung
Die Einwohner von Chinatown setzen sich aus 72,4 % Asiaten, 16,6 % Hellhäutigen, 4,9 % Hispanics, 0,5 % Dunkelhäutigen und 3,8 % Einwohnern gemischter Ethnizität zusammen. Die mittlere Wohnungsmiete liegt bei 761 US-Dollar, verglichen mit 1889 US-Dollar in San Francisco insgesamt. 68,7 % der Einwohner von Chinatown sind im Ausland geboren.

## Galerie

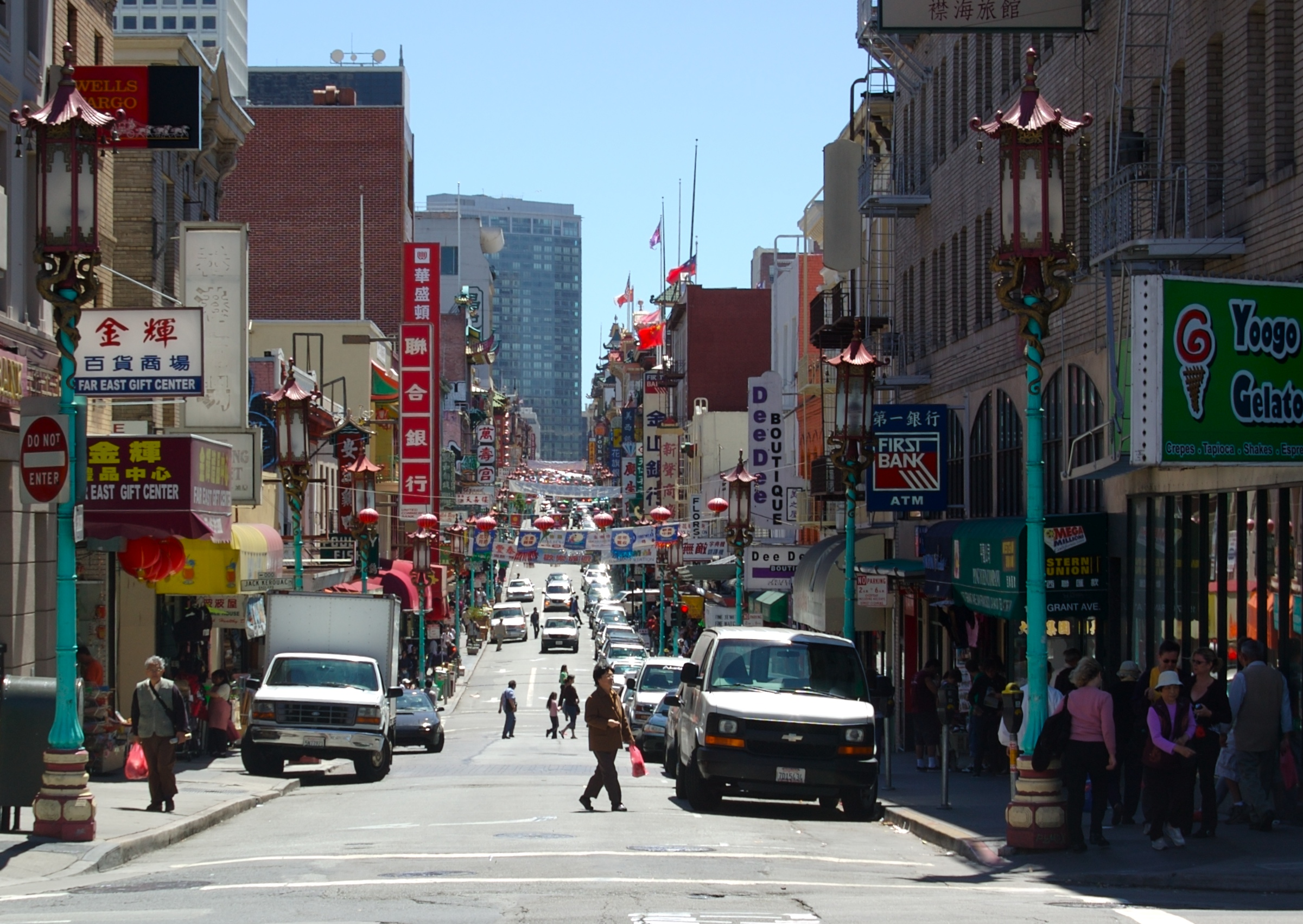
Chinatown in San Francisco
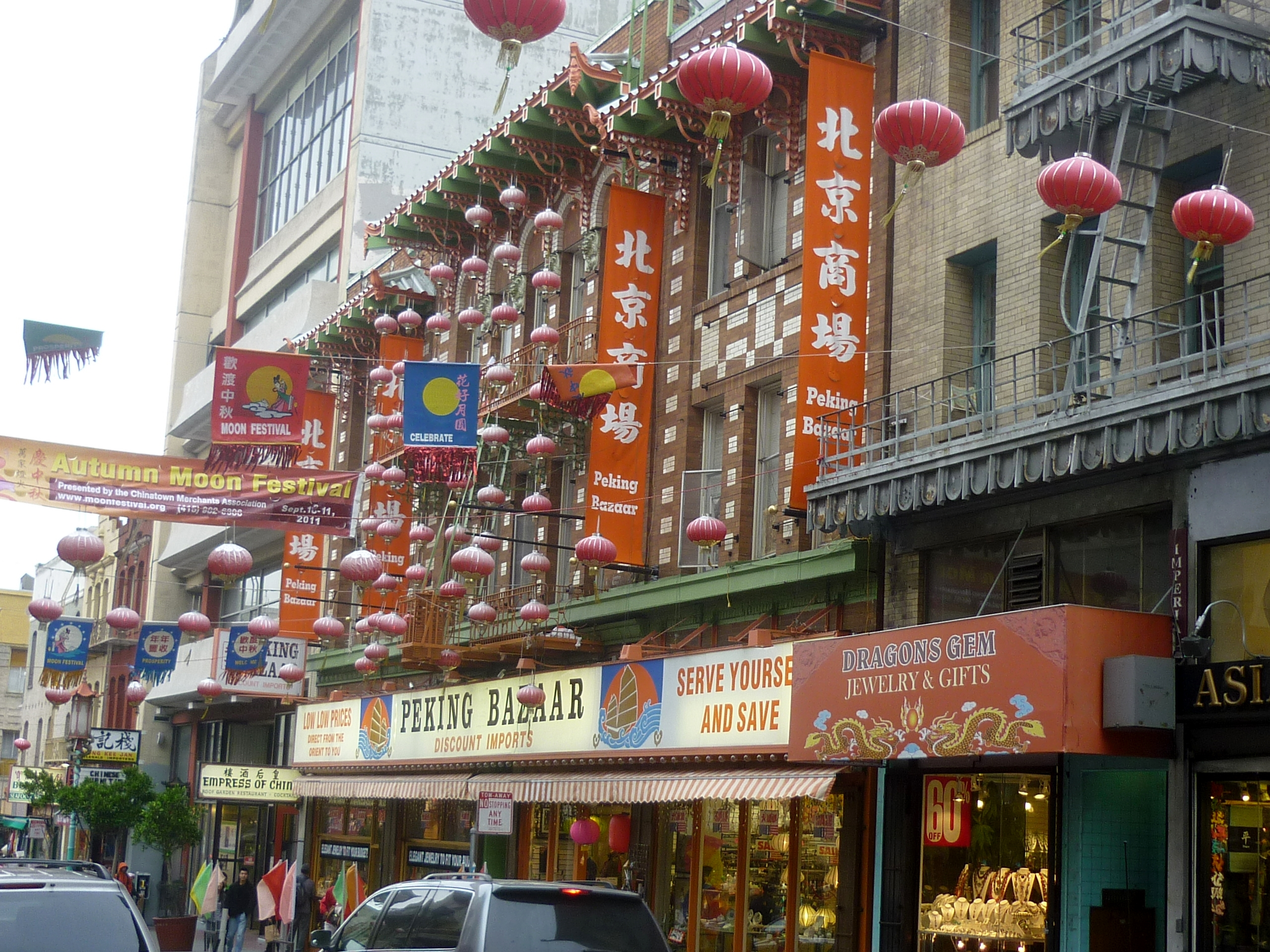
Traditionelle Geschäfte in Chinatown
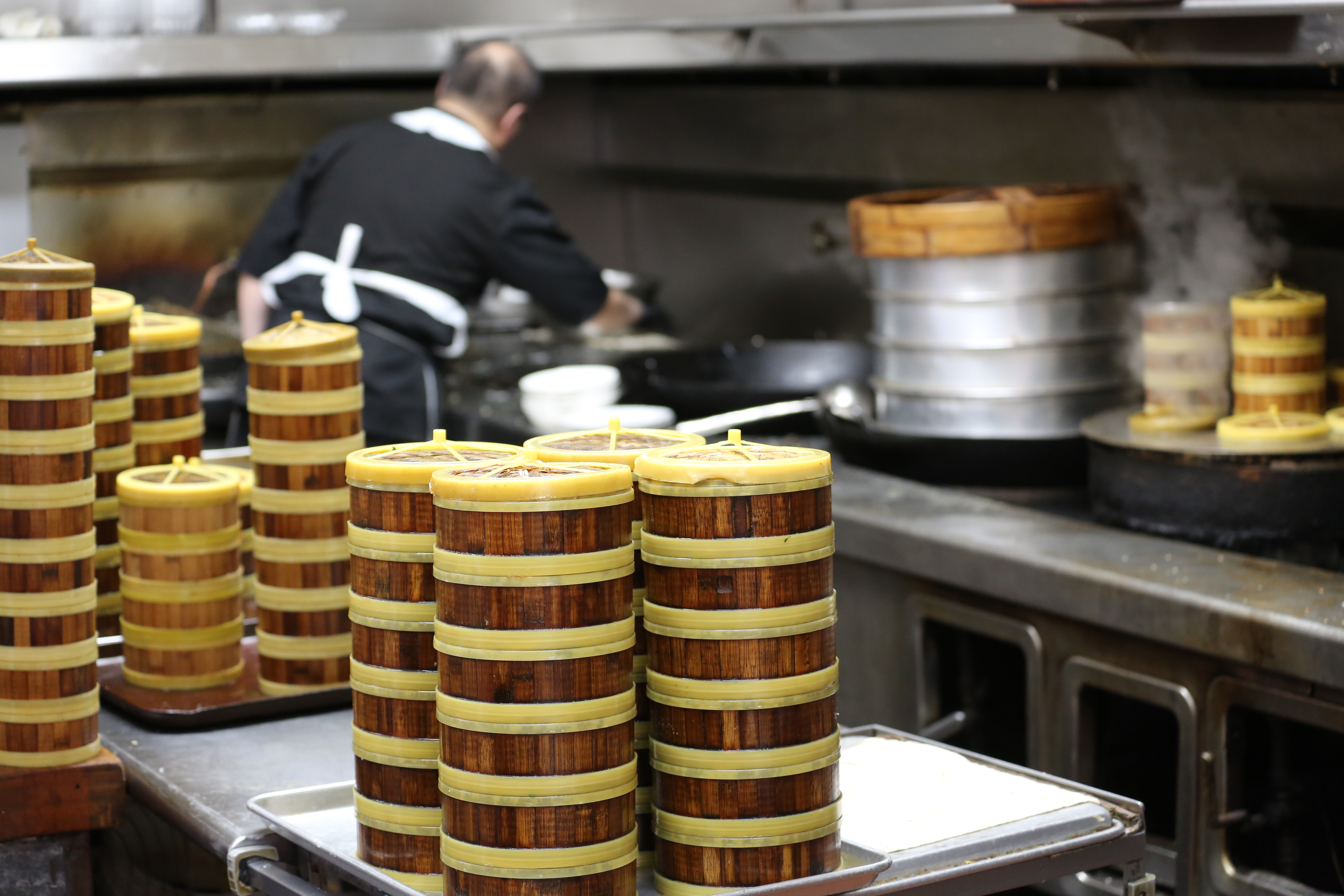
Traditionelles Chinesisches Restaurant in Chinatown
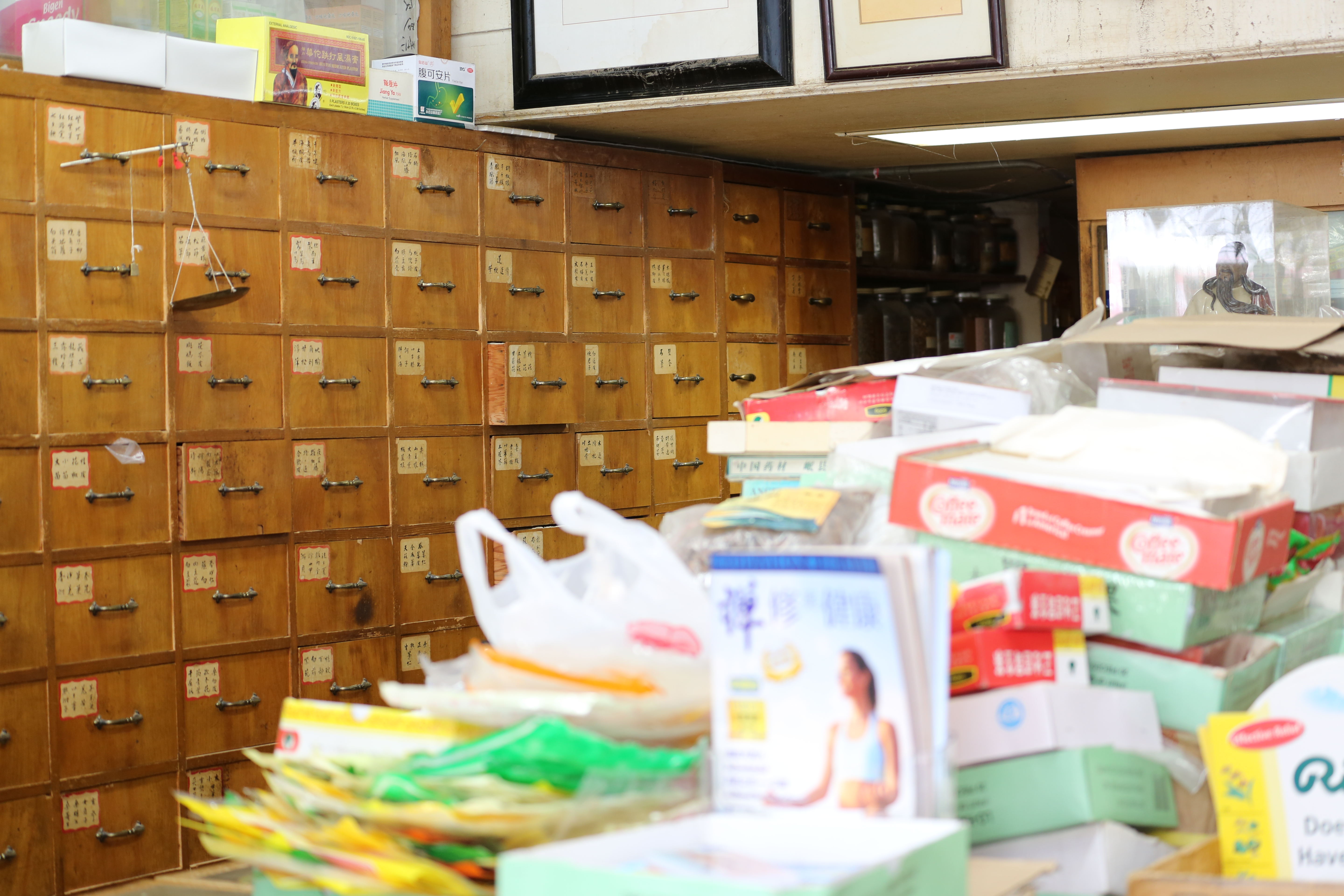
Traditionelle Apotheke in Chinatown
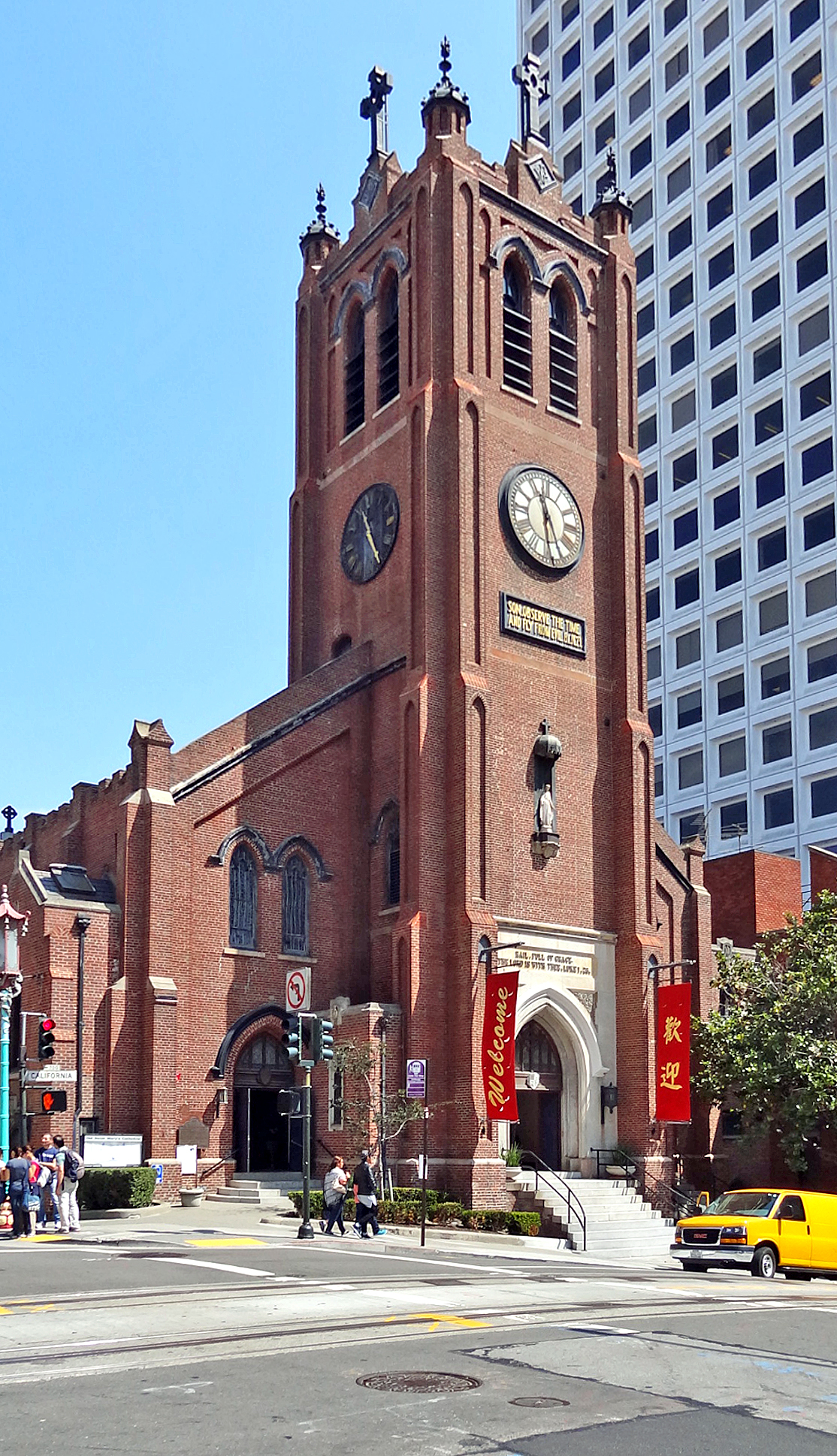
Old Saint Mary’s Cathedral

## Persönlichkeiten
- Bruce Lee (* 27. November 1940; † 20. Juli 1973) US-amerikanischer Kampfkünstler und Schauspieler, in Chinatown geboren